# Distrito Escolar Independiente de Edgewood (Condado de Bexar, Texas)
El Distrito Escolar Independiente de Edgewood (Edgewood Independent School District, EISD) es un distrito escolar del Condado de Bexar, Texas. Tiene su sede en San Antonio. Desde 2015 el superintendente del distrito es Dr. José A. Cervantes.
Desde el 27 de febrero de 2015 el distrito tiene 11.668 estudiantes. A partir de 2015 el distrito es un distrito que tiene propiedad pobreza.
En 2015 muchos administradores de Edgewood ISD renunciaron a sus puestos de trabajo. Contratos de otros administradores no fueron renovados.

## Historia
Después 1984, el distrito ha demandado el gobierno de Texas porque la financiación escolar del estado.